# Prabuty (ville)
Prabuty est une ville polonaise de la voïvodie de Poméranie et du powiat de Kwidzyn. Elle est le siège de la gmina de Prabuty. Elle s'étend sur 7,29 km2. 

## Localisation
Prabuty est située dans la région historique prussienne, dans la partie sud-ouest de la Poméranie médiévale, qui appartint plus tard à l'Oberland de la Prusse. Elle est située dans la région des lacs d'Eylauer à une altitude de 30 m au-dessus du niveau de la mer, à environ 20 km à l'est-nord-est de Kwidzyn (Marienwerder) et à 10 km au nord-ouest de Susz (Rosenberg i. Westpr.).
Le lac du château est situé dans la ville.

## Histoire
De 1818 à 1945, Riesenburg fait partie de l'arrondissement de Rosenberg-en-Prusse-Occidentale dans la district de Marienwerder au sein de la province de Prusse-Occidentale.